# 毛萼鞘蕊花
毛萼鞘蕊花（学名：Coleus esquirolii）为唇形科鞘蕊花属下的一个种。

## 外部連結
- 卡裏歐醛 Cariocal （页面存档备份，存于） 中草藥化學圖像數據庫 (香港浸會大學中醫藥學院) （中文）（英文）